# Magnolia opipara
Magnolia opipara este o specie de plante din genul Magnolia, familia Magnoliaceae. A fost descrisă pentru prima dată de Hung T.Chang și Bao Liang Chen, și a primit numele actual de la Yong Keng Sima. Conform Catalogue of Life specia Magnolia opipara nu are subspecii cunoscute.